# マイケル中山
マイケル中山（マイケルなかやま、1945年9月25日 - ）は、日本の俳優、歌手。

## 来歴・人物
1970年にシングル「明日になれば」でデビューする。
テレビドラマ『ワイルド7』の「世界」役を演じた。
長女は女優・タレントの中山エミリ、次女はタレントの英玲奈。女優の中山麻理は妹。義弟は俳優、タレントの三田村邦彦。タレントの三田村瞬と俳優の中山麻聖は甥。

## 出演

### テレビドラマ
- ワイルド7（1972年、NTV）- 世界
- 刑事くん 第2部 第16話 ｢心の詩をギターで･･･｣  (1973年、TBS)